# Canal Punta Indio

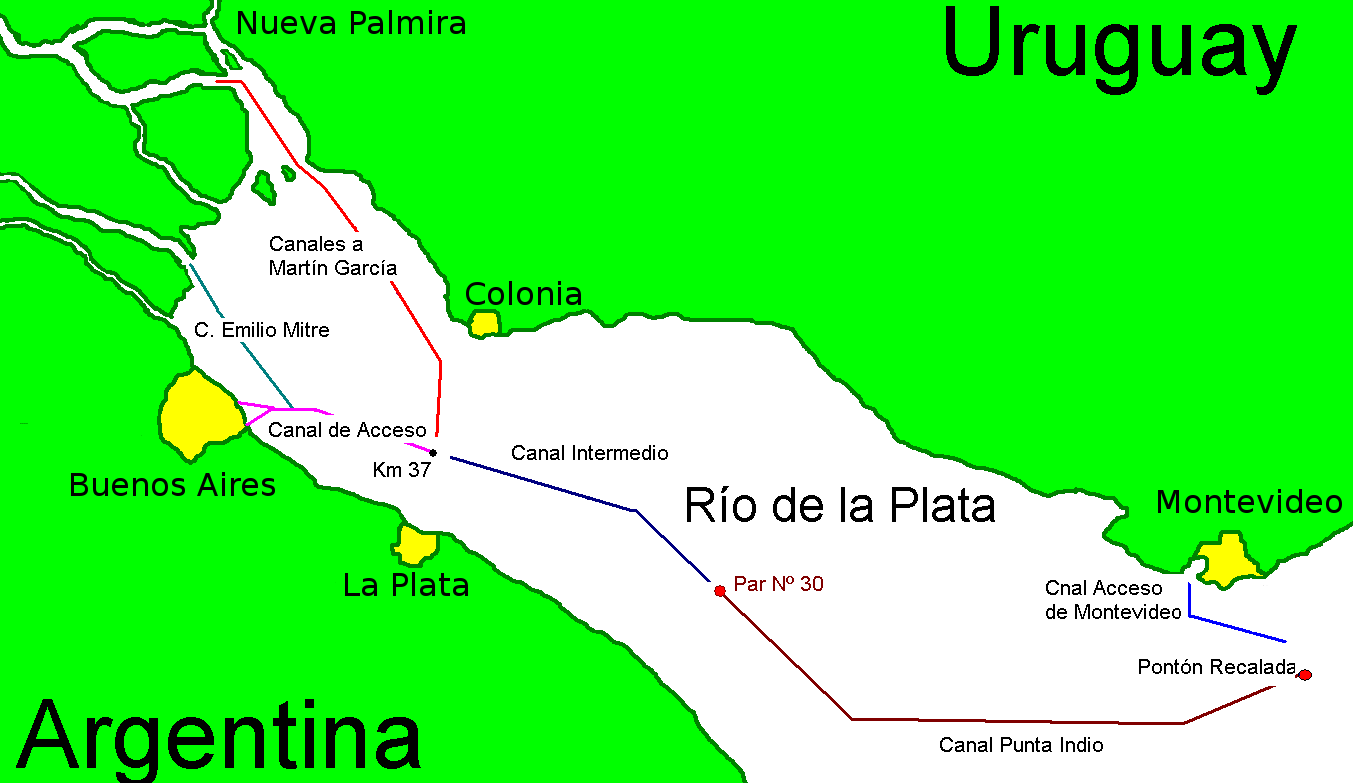
Canales navegables en el Río de la Plata.

Canal Punta Indio: es un canal artificial, dragado en el lecho del Río de la Plata.
Tiene un longitud de 65 millas náuticas (unos 120 km), nace al sur de la ciudad de Montevideo en proximidades al punto denominado "Pontón Recalada", un buque faro estacionario y punto de embarque de los baqueanos (prácticos) que conducen a las embarcaciones a través del río hacia los puertos de La Plata, Buenos Aires o los situados sobre las márgenes de los ríos Paraná y Uruguay.
El canal fue trazado sobre la barra exterior del Río de la Plata, y tiene en su inicio, al norte del banco Inglés y banco Arquímedes, una orientación este-oeste hasta un punto denominado El Codillo donde se orienta hacia el noroeste. Como todos los canales en Argentina los costados de babor y estribor se consideran referidos a un buque entrando desde mar afuera. 
Está boyado con el sistema IALA por pares de boyas a una distancia de dos millas aproximadamente unas de otras; desde el par N° 1 al par N° 30 en donde conecta con el Canal Intermedio.
Tiene una profundidad reportada en 2006 de aproximadamente 10,6 m (34 pies).
Es la única vía de acceso a toda la cuenca del Plata.